# Лейксайд (Огайо)
Лейксайд (англ. Lakeside) — переписна місцевість (CDP) в США, в окрузі Оттава штату Огайо. Населення — 668 осіб (2020).

## Географія
Лейксайд розташований за координатами 41°32′27″ пн. ш. 82°45′12″ зх. д. / 41.54083° пн. ш. 82.75333° зх. д. (41.540900, -82.753395).  За даними Бюро перепису населення США в 2010 році переписна місцевість мала площу 1,78 км², уся площа — суходіл.

## Демографія
Згідно з переписом 2010 року, у переписній місцевості мешкали 694 особи в 376 домогосподарствах у складі 185 родин. Густота населення становила 389 осіб/км².  Було 1317 помешкань (739/км²).
Расовий склад населення:
| - 98,0 % — білих - 1,0 % — чорних або афроамериканців - 0,3 % — азіатів - 0,1 % — корінних американців |

До двох чи більше рас належало 0,4 %. Частка іспаномовних становила 1,9 % від усіх жителів.
За віковим діапазоном населення розподілялося таким чином: 11,0 % — особи молодші 18 років, 49,8 % — особи у віці 18—64 років, 39,2 % — особи у віці 65 років та старші. Медіана віку мешканця становила 60,1 року. На 100 осіб жіночої статі у переписній місцевості припадало 76,6 чоловіків;  на 100 жінок у віці від 18 років та старших — 70,7 чоловіків також старших 18 років.
Середній дохід на одне домашнє господарство  становив 68 046 доларів США (медіана — 42 344), а середній дохід на одну сім'ю — 102 981 долар (медіана — 75 781). 
Цивільне працевлаштоване населення становило 170 осіб. Основні галузі зайнятості: освіта, охорона здоров'я та соціальна допомога — 38,8 %, науковці, спеціалісти, менеджери — 14,7 %, роздрібна торгівля — 13,5 %.